# Wohnanlage Werner-von-Siemens-Straße / Gabelsbergerstraße (Erlangen)

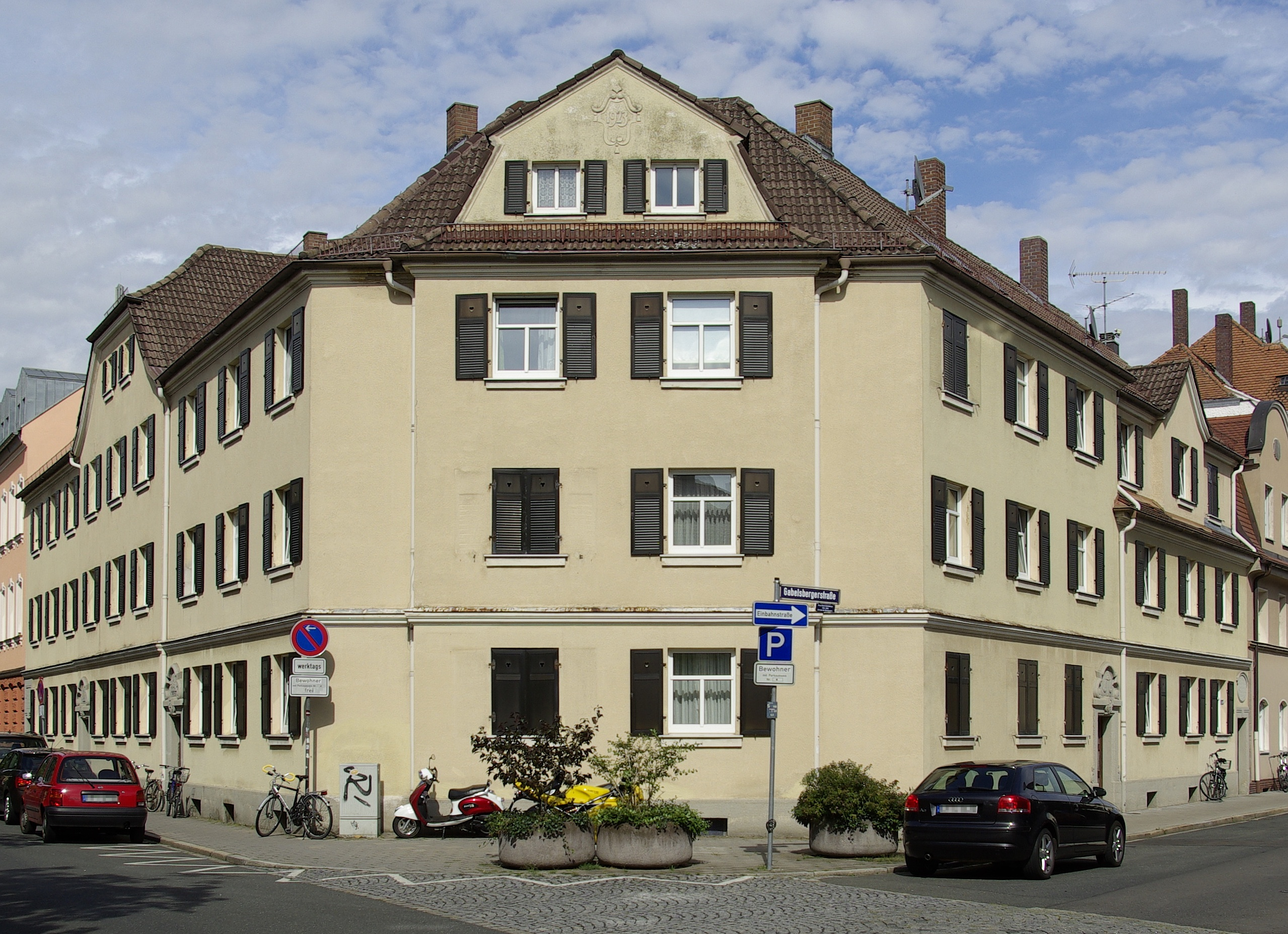
Die Wohnanlage Werner-von-Siemens-Straße / Gabelsbergerstraße, 2012

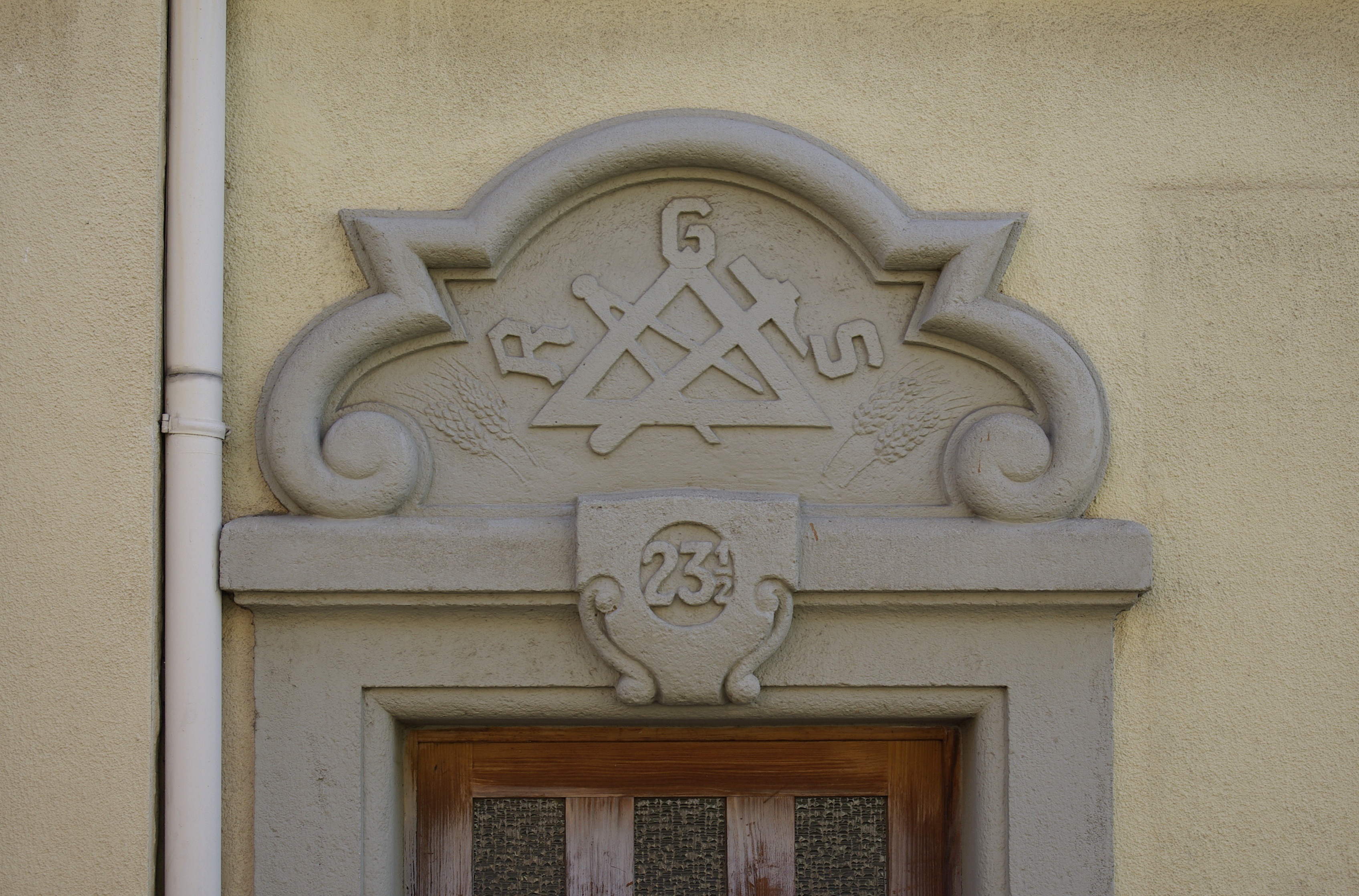
Initialen RGS (Reiniger, Gebbert & Schall) über dem Eingang Werner-von-Siemens-Straße 23 ½

Die Wohnanlage Werner-von-Siemens-Straße 21, 23, 23 ½ / Gabelsbergerstraße 1, 1 ½ ist ein denkmalgeschütztes Mehrfamilienwohnhaus im reduziert-historisierenden Stil in der mittelfränkischen Stadt Erlangen.

## Geschichte
Die Bebauung an der 1896 geplanten Ringstraße (seit 1953 Werner-von-Siemens-Straße) zwischen dem Bahnhof Zollhaus und der Henkestraße war 1908 weitgehend abgeschlossen. Im Zuge zahlreicher Bauprojekte, mit denen man in Erlangen die Wohnungsnot nach dem Ersten Weltkrieg eindämmen wollte, entstanden dort in den Jahren 1923 und 1924 noch zwei Eckhäuser. Neben der städtischen Wohnanlage an der Ecke Stubenlohstraße war dies das ebenfalls zweiflügelige Haus Ringstraße / Gabelsbergerstraße der Firma Reiniger, Gebbert & Schall (RGS).
Den Baugrund, die Kanalisierung und die Verkehrserschließung für das 1923 fertiggestellte Haus hatte die Stadt Erlangen dem Unternehmen kostenlos zur Verfügung gestellt. In den insgesamt 14 Wohnungen lebten zunächst ausschließlich Familien von Facharbeitern, Konstrukteuren, Buchhaltern und Kaufleuten der RGS, die 1932 in den Siemens-Reiniger-Werken aufging. Nach deren 1966 erfolgten Überführung in die Siemens AG war das Gebäude bis 2009 in Besitz der Siemens-Wohnungsgesellschaft (SiWoGe).

## Bildergalerie

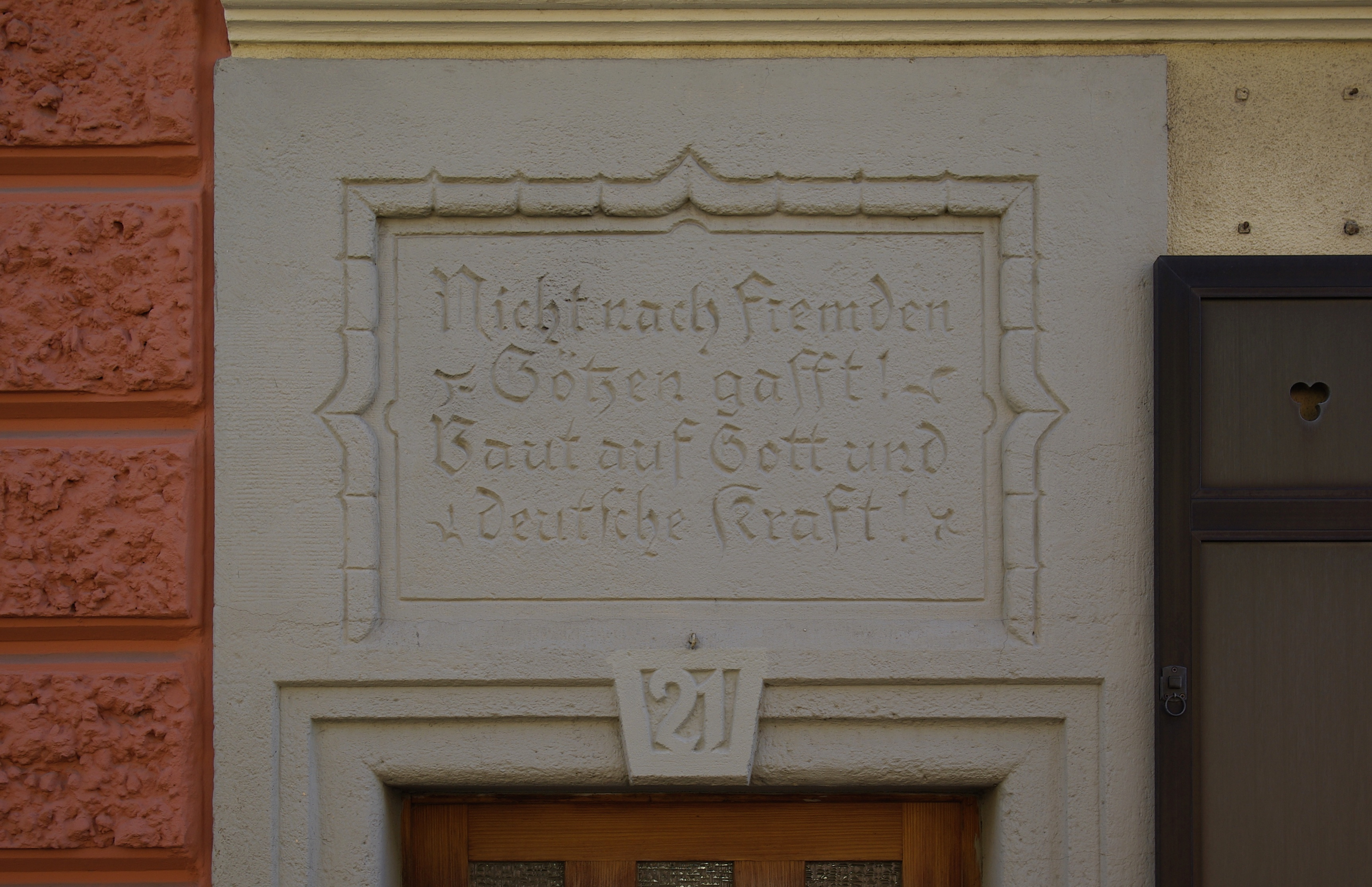
Eingang Werner-von-Siemens-Straße 21
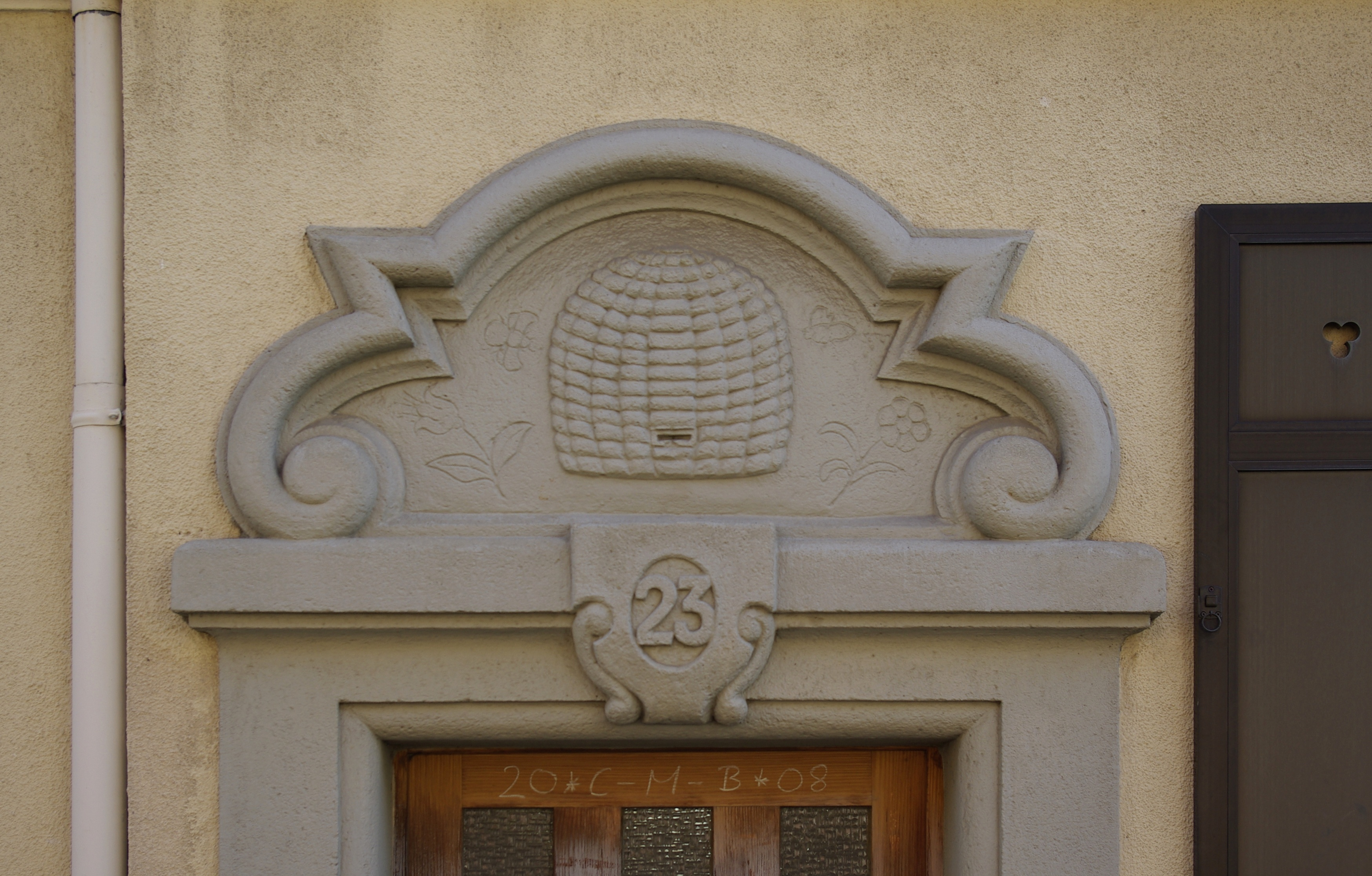
Eingang Werner-von-Siemens-Straße 23
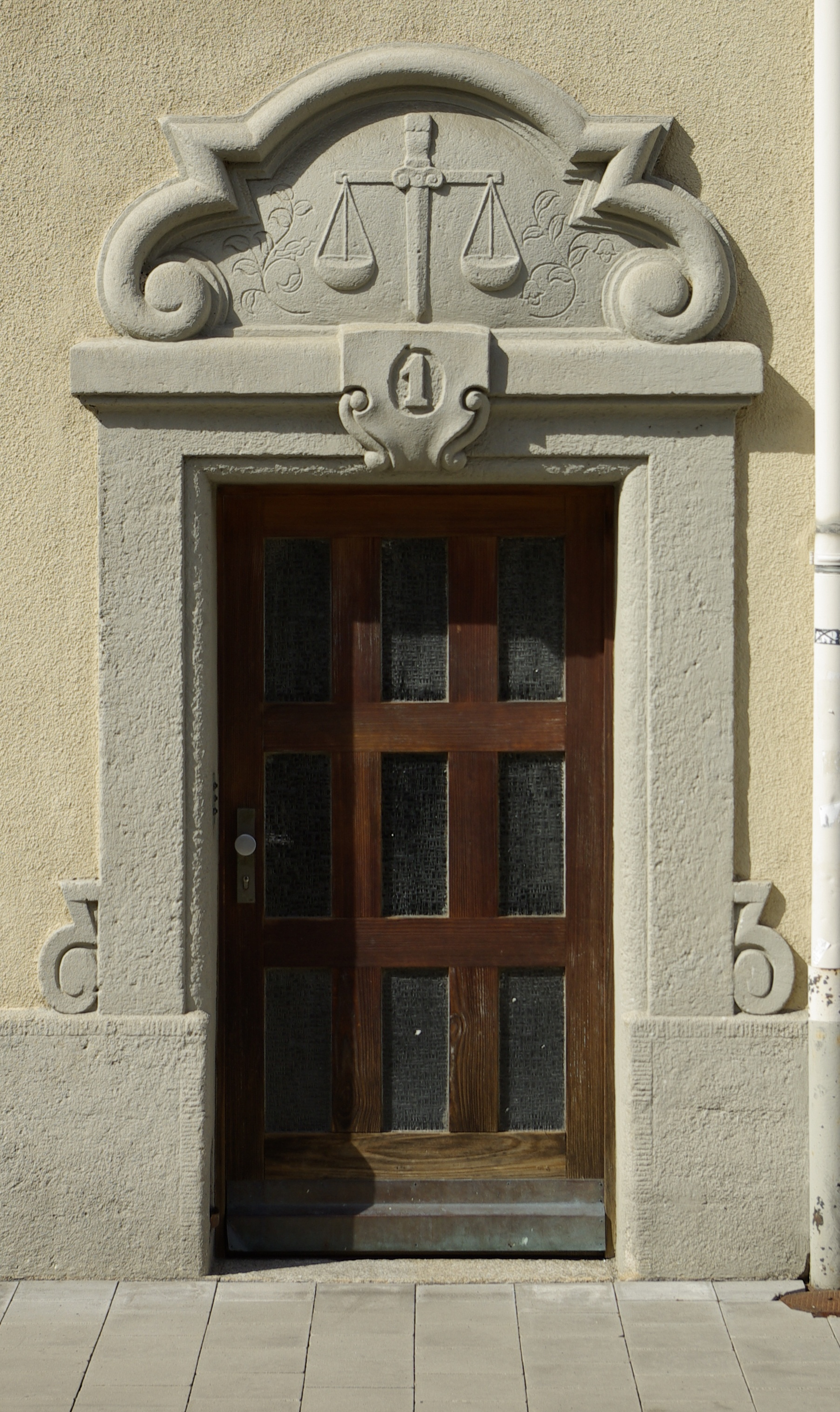
Eingang Gabelsbergerstraße 1
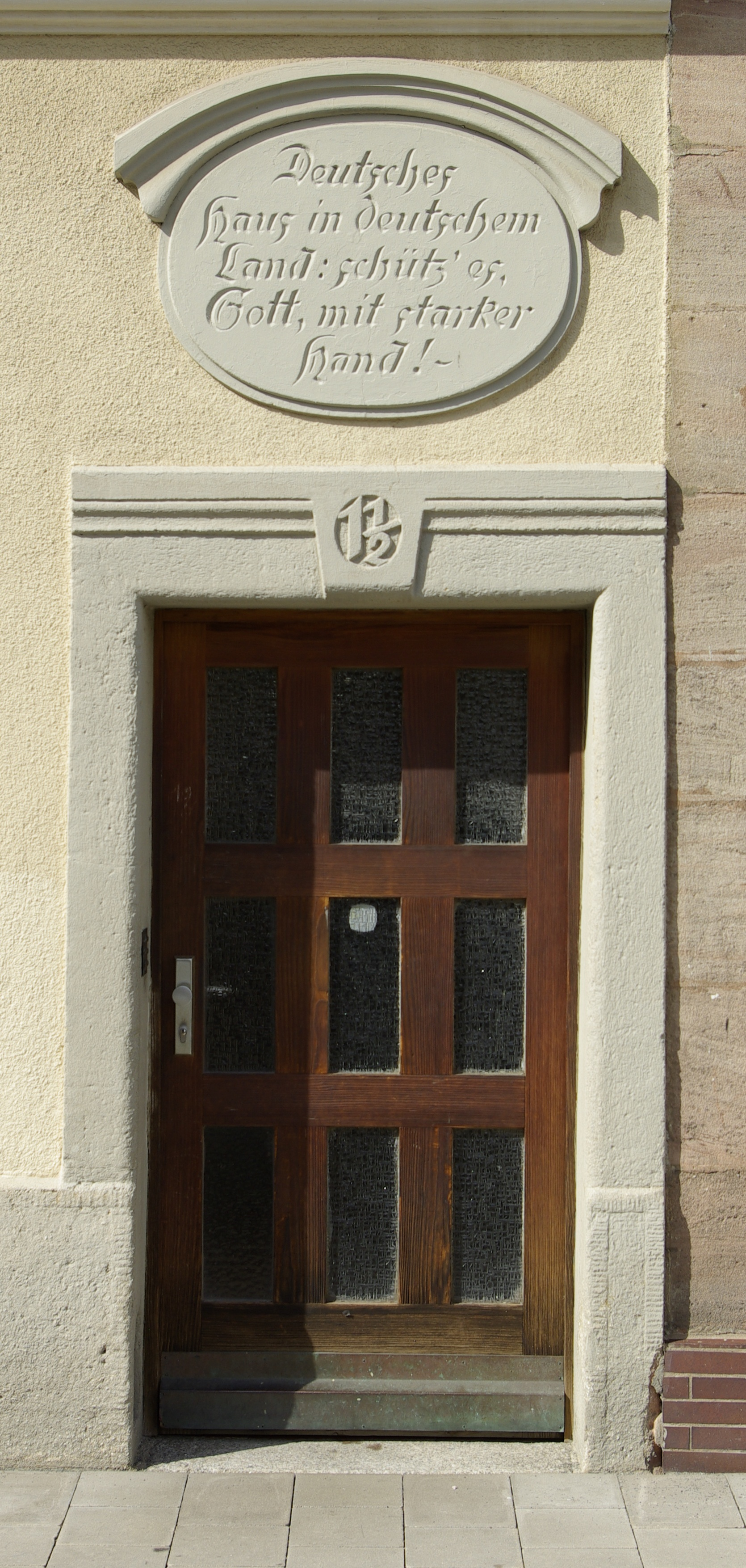
Eingang Gabelsbergerstraße 1 ½